# René Clair

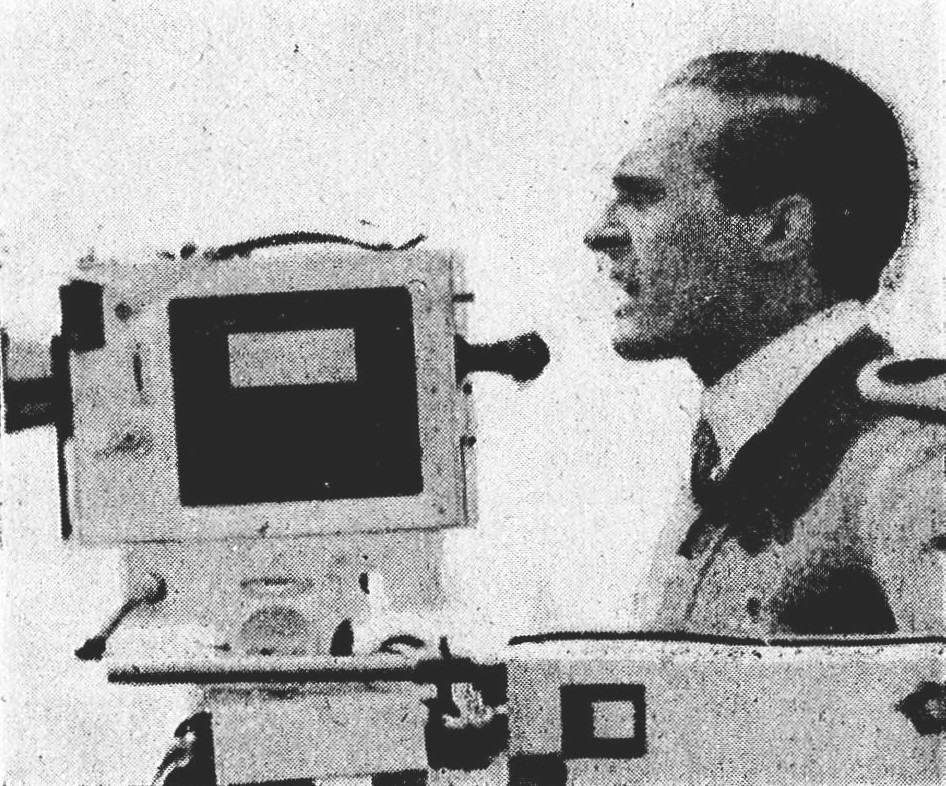
René Clair um 1927

René Clair (* 11. November 1898 in Paris; † 15. März 1981 in Neuilly-sur-Seine; eigentlich René Lucien Chomette) war ein französischer Regisseur und Schriftsteller.

## Leben

### Frühes Leben und Durchbruch
René Clair war der Sohn eines Seifenfabrikanten. Er wuchs im Quartier des Halles (Marktviertel) von Paris auf und besuchte zunächst das Lycée Montaigne und später das Lycée Louis-le-Grand, wo er Freundschaft mit Jacques Rigaut schloss. 1917 wurde er als Sanitäter in den Ersten Weltkrieg eingezogen.
Im Jahr 1918 arbeitete er unter dem Pseudonym René Després als Journalist bei der Zeitung L’Intransigeant und schrieb in dieser Zeit auch – unter dem Pseudonym Danceny – Texte für die Sängerin Damia. Zudem wurde er verantwortlich für die Kinobeilage der Zeitschrift Théâtre et Comœdia illustré und trat als Schauspieler in den Filmen Le lys de la vie, Le sens de la mort, L’orpheline und Parisette auf, wofür er schließlich den Künstlernamen René Clair annahm.

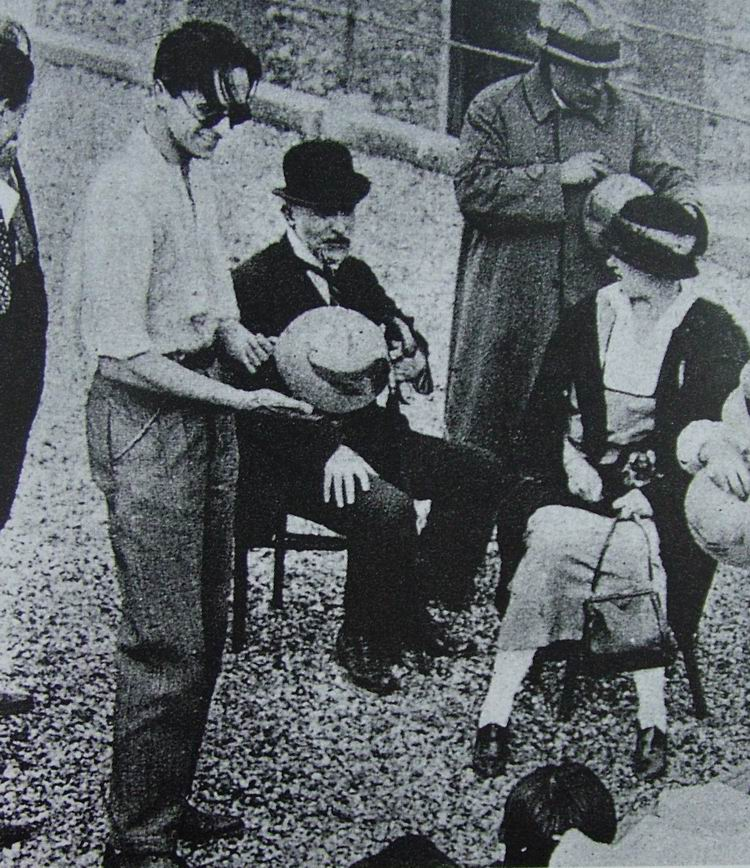
René Clair (links) und Erik Satie während der Dreharbeiten zu Entr’acte im Oktober 1924

Im Jahr 1922 begann er die Niederschrift des Drehbuchs zum Film Le Rayon diabolique, den er 1923 drehte und 1925 unter dem Titel Paris qui dort herausbrachte. Zu dieser Zeit sollte das Ballett Relâche von Eric Satie im Théâtre des Champs-Élysées, dessen Leiter Jacques Hebertot auch der Redaktionsleiter von Théâtre et Comœdia illustré war, auf die Bühne gebracht werden. Der Librettist des Balletts, Francis Picabia, wünschte die Projektion eines Films als Zwischenakt und wählte René Clair für diese Aufgabe aus. Der daraus resultierende dadaistisch inspirierte Kurzfilm Entr’acte (1924) wurde zum Skandal und machte Clair über Nacht berühmt. 
1926 heiratete René Clair die Schauspielerin Bronja Perlmutter (1906–2004), mit der er bis zu seinem Tod zusammenlebte.

### Filmkarriere
Es folgten verschiedene Filme mit dezidiert fantastischer Ausrichtung, deren Niederschrift er 1926 unter dem Titel Adams als Buch herausbrachte. 1929 schrieb er das Drehbuch für den Film Prix de beauté, den Augusto Genina mit Louise Brooks in der Hauptrolle drehte.
Mit seinem ersten Tonfilm, Unter den Dächern von Paris (1930), erwarb René Clair internationale Anerkennung. Der Erfolg setzte sich mit Die Million (1930) und Es lebe die Freiheit (1931) fort, einer utopischen Satire auf die Industriegesellschaft. Die Produktionsfirma dieses Films, die deutsche Tobis, geriet 1935 unter den Einfluss von Joseph Goebbels und beschuldigte 1936 Charlie Chaplin, sein gesellschaftskritischer Film Moderne Zeiten sei ein Plagiat des Films von Clair. Clair jedoch widersetzte sich diesem Angriff, indem er Chaplins Film als indirekte Hommage an seinen Film anerkannte. Dennoch setzte die Tobis ihre Attacken gegen Chaplin fort.
Nachdem sein Film Der letzte Milliardär (1934) durchgefallen war, akzeptierte René Clair das Angebot, in London zu arbeiten. Hier knüpfte er mit Ein Gespenst geht nach Amerika (1935) an seine früheren Erfolge an. Sein darauffolgender Film jedoch, Gewagtes Spiel (1938), eine englische Neuverfilmung des 1936 in Frankreich erschienenen La Mort en fuite, floppte an den Kinokassen.
Ende 1938 kehrte Clair nach Frankreich zurück. Dort begann er im Juli 1939 mit den Dreharbeiten für Air pur. Der Dreh wurde jedoch im September durch die Mobilmachung unterbrochen, als mehrere Mitglieder der Filmcrew in den Zweiten Weltkrieg geschickt wurden; der Film konnte letztlich nicht fertiggestellt werden. Ende Juni 1940 verließ René Clair Frankreich mit seiner Frau und dem gemeinsamen Kind, um über Spanien und Portugal nach New York zu gehen. Das Vichy-Regime sprach ihm darauf die französische Staatsbürgerschaft ab, annullierte diese Entscheidung aber einige Zeit später.
René Clair wurde in Hollywood gut aufgenommen, und er drehte dort vier Filme: Die Abenteurerin (1940), Meine Frau, die Hexe (1942), Es geschah morgen (1944) und Das letzte Wochenende (1945). Letzterer entstand als Leinwandadaption von Und dann gabs keines mehr von Agatha Christie.
1946 kehrte er erneut nach Frankreich zurück, wo er Schweigen ist Gold (1947) sowie zwei Filme mit Gérard Philipe drehte: Der Pakt mit dem Teufel (1950) als Adaption des Faust-Mythos und die Filmkomödie Die Schönen der Nacht (1952). 1955 drehte er seinen ersten Farbfilm, Das große Manöver, für den er den Louis-Delluc-Preis erhielt. Anschließend brachte er La grande ceinture, einen Roman von René Fallet, unter dem Titel Die Mausefalle (1957) mit Georges Brassens auf die Leinwand.

### Spätes Leben
Im Jahr 1960 wurde René Clair in die Académie française (Sessel 19) gewählt – es war das erste Mal, dass diese Ehre einem Cineasten widerfuhr. Zur selben Zeit warf die Nouvelle Vague die Regeln eines Kinos über den Haufen, dessen wichtigster Vertreter Clair war. Von den Vertretern der Nouvelle Vague wurde er heftig kritisiert. Seine letzten Filme sind alternierend Kurzfilme (Die Französin und die Liebe, 1960, und Die vier Wahrheiten, 1962) und Spielfilme (Alles Gold dieser Welt, 1961, mit Bourvil), von denen Die Festung fällt, die Liebe lebt (1965) sein letzter war. 
René Clair widmete sich anschließend der Schriftstellerei und der Regiearbeit am Theater. Er brachte 1970 Relâche von Picabia erneut auf die Bühne und inszenierte 1973 Orfeo ed Euridice von Christoph Willibald Gluck an der Pariser Oper. 1974 war er Präsident der Jury bei den Filmfestspielen von Cannes und inszenierte La Catin aux lèvres douces am Pariser Théâtre de l’Odéon.
René Clair starb 1981 im Alter von 82 Jahren in Neuilly-sur-Seine.

## Filmografie
- 1924: Entr’acte
- 1924: Weingeister[1] (Le Fantôme du Moulin-Rouge)
- 1925: Paris schläft (Paris qui dort)
- 1925: Le Voyage imaginaire
- 1926: La Proie du vent
- 1928: Der Florentiner Hut (Un Chapeau de paille d’Italie)
- 1928: La Tour
- 1928: Die beiden Schüchternen (Les Deux timides)
- 1930: Unter den Dächern von Paris (Sous les toits de Paris)
- 1931: Die Million (Le Million)
- 1931: Es lebe die Freiheit (À nous la liberté)
- 1933: Der 14. Juli (14 Juillet)
- 1934: Der letzte Milliardär (Le Dernier milliardaire)
- 1935: Ein Gespenst geht nach Amerika (The Ghost Goes West)
- 1936: Feuer über England (Fire Over England) – Regie-Assistenz
- 1938: Gewagtes Spiel (Break the News)
- 1939: Air pur (unvollendet)
- 1941: Die Abenteurerin (The Flame of New Orleans)
- 1942: Meine Frau, die Hexe (I Married a Witch)
- 1943: Auf ewig und drei Tage (Forever and a Day)
- 1944: Es geschah morgen (It Happened Tomorrow)
- 1945: Das letzte Wochenende (And Then There Were None)
- 1947: Schweigen ist Gold (Le Silence est d’or)
- 1950: Der Pakt mit dem Teufel (La Beauté du diable)
- 1952: Die Schönen der Nacht (Les Belles de nuit)
- 1955: Das große Manöver (Les grandes manœuvres)
- 1957: Die Mausefalle (Porte des Lilas)
- 1960: Die Französin und die Liebe (La Française et l’Amour) (Episode Le Mariage)
- 1961: Alles Gold dieser Welt (Tout l’or du monde)
- 1962: Die vier Wahrheiten (Les Quatre vérités) (Episode Les Deux pigeons)
- 1965: Die Festung fällt, die Liebe lebt (Les Fêtes galantes)

## Auszeichnungen und Ehrungen
- 1956: Ehrendoktor der Universität Cambridge 1956
- 1957: Satrap des Collège de ’Pataphysique[2] und Ordre de la Grande Gidouille
- 1960: Mitglied der Académie française
- 1967: Ehrendoktor des Royal College of Art in London
- Offizier der Ehrenlegion
- Kommandeur des Ordre des Arts et des Lettres
- Großkreuz des Ordre national du Mérite

## Bibliografie
- Adams. Grasset, Paris 1926.
- Le Cinématographe contre l’esprit. Conférence du 19 février 1927 au Collège libre des sciences sociales. Cinemagazine, Paris 1927.
- Réflexion faite. Notes pour servir à l’histoire de l’art cinématographique de 1920 à 1950. Gallimard, Paris 1951.
- La princesse de Chine. beigedruckt: De fil en aiguille. Grasset, Paris 1951.
- Comédies et Commentaires. Gallimard, Paris 1959.
- Cinéma d’hier, cinéma d’aujourd’hui (= Collection Idées. Bd. 227). Gallimard, Paris 1970, ISBN 2-07-035227-7.
- L’Étrange ouvrage des cieux. Comédie sur un thème de John Marston (= Le manteau d’Arlequin). Gallimard, Paris 1971, ISBN 2-07-031881-8.
- Jeux du hasard. Nouvelles et récits. Gallimard, Paris 1976, ISBN 2-07-029255-X.

## Lesungen
- Die Prinzessin von China (La princesse de Chine), Sprecher: Willi Reichmann, SWR 1955 (veröffentlicht bei SWRedition, ISBN 978-3-95615-233-7).

## Dokumente
- René Clair, Katalog der Ausstellung im Palais Chaillot, Januar bis März 1983, La Cinémathèque française.